# ایست همت (کالیفرنیا)
ایست همت (به انگلیسی: East Hemet) یک منطقهٔ مسکونی در ایالات متحده آمریکا است که در شهرستان ریورساید، کالیفرنیا واقع شده‌است. ایست همت ۱۳٫۵۰۲ کیلومتر مربع مساحت و ۱۷٬۴۱۸ نفر جمعیت دارد و ۵۱۵ متر بالاتر از سطح دریا واقع شده‌است.